# Hidakagawa
 Hidakagawa  (Japans: 日高川町, Hidakagawa-chō) is een  gemeente  in het district  Hidaka van de Japanse prefectuur Wakayama. Begin  2008 had de gemeente een geschatte bevolking van 11.000 inwoners en een bevolkingsdichtheid van 161 inwoners per km². De totale oppervlakte van deze gemeente is 331,65 km².  De gemeente Hidakagawa ontstond op 1 mei 2005 uit de fusie van de voormalige gemeenten Kawabe, Nakatsu en Miyama allen van het district Hidaka.

## Geografie
Op het grondgebied van de gemeente bevindt  zich een deel van het Kii-gebergte (Shiramasan myaku) met pieken tussen 458 m tot 1269 m.  In deze bergen ontspringt de rivier Hidokagawa. 
De gemeente wordt begrensd door :
- Gobo
- Tanabe
- Aridagawa
- Hidaka
- Hirogawa
- Aridagawa
- Inami

## Economie
- land- en tuinbouw : Mikan
- Bosbouw :  Binchōtan, houtskool

## Partnersteden
Hidakagawa heeft een stedenband met :
- Izumiōtsu,  Osaka
- Ōsakasayama,  Osaka

## Verkeer

### Trein
Het treinstation van Hidakagawa ligt op de JR West Kisei-lijn (Kinokuni-lijn).
- (Inami) – Station Wasa – (Gobo)

Via de Kisei-lijn is het 70 min tot Station Wakayama.

### Bus
- Gobō Nankai Bus

### Wegen
- Hidakagawa ligt aan de Hanwa-autosnelweg
  - afrit 29 Kawabe
- Hidakagawa ligt aan de nationale autoweg 424  (richting Kinokawa en Tanabe)
- Hidakagawa ligt aan de prefecturale wegen 21,25, 26 en 29.

## Bezienswaardigheden
- Dōjōji-tempel